# Palazzo Gennarini
Il Palazzo Gennarini di Taranto è uno dei palazzi nel Borgo Antico della città. Fu di proprietà di Valentino Zingaropoli, appartenente ad una nobile famiglia di Napoli. L'ingresso del palazzo si trova in via Duomo.
Verso la metà del Settecento il patrimonio di famiglia fu messo all'asta dal figlio Epifanio Zingaropoli, per far fronte al fallimento della sua attività commerciale, ma il palazzo fu salvato da Giovanna Zingaropoli Gennarini, sorella di Valentino, che ne intestò la nuova proprietà al figlio Michele Gennarini. La famiglia Gennarini, ascritta alla Nobiltà tarantina con sovrano rescritto del 15 ottobre 1770 del ree Ferdinando IV di Napoli, nel corso degli anni si è curata dei restauri del palazzo, e l'attuale proprietaria Giovanna Gennarini Laterza è stata promotrice di numerose iniziative per il recupero e rivitalizzazione del Borgo Antico.
Nel ventunesimo secolo l'edificio ospita il Centro Regionale Servizi Educativi e Culturali.